# Les Thilliers-en-Vexin
Les Thilliers-en-Vexin ist eine französische Gemeinde mit 493 Einwohnern (Stand 1. Januar 2022) im Département Eure in der Region Normandie (vor 2016 Haute-Normandie). Sie gehört zum Arrondissement Les Andelys und zum Kanton Gisors. Die Einwohner werden Thillierois genannt.

## Geographie
Les Thilliers-en-Vexin liegt etwa siebzig Kilometer ostsüdöstlich von Rouen. Umgeben wird Les Thilliers-en-Vexin von den Nachbargemeinden Villers-en-Vexin im Nordwesten und Westen, Vesly im Osten, Authevernes im Südosten und Süden sowie Vexin-sur-Epte im Süden und Westen.

## Bevölkerungsentwicklung
| Jahr                       | 1962 | 1968 | 1975 | 1982 | 1990 | 1999 | 2006 | 2019 |
| Einwohner                  | 305  | 328  | 393  | 403  | 403  | 496  | 460  | 495  |
| Quellen: Cassini und INSEE |      |      |      |      |      |      |      |      |

## Sehenswürdigkeiten
- Kirche Saint-Sauveur, Monument historique
- Kapelle Saint-Sauveur, Monument historique, weitgehend zerstört
- Schloss Boisdenemetz, Monument historique

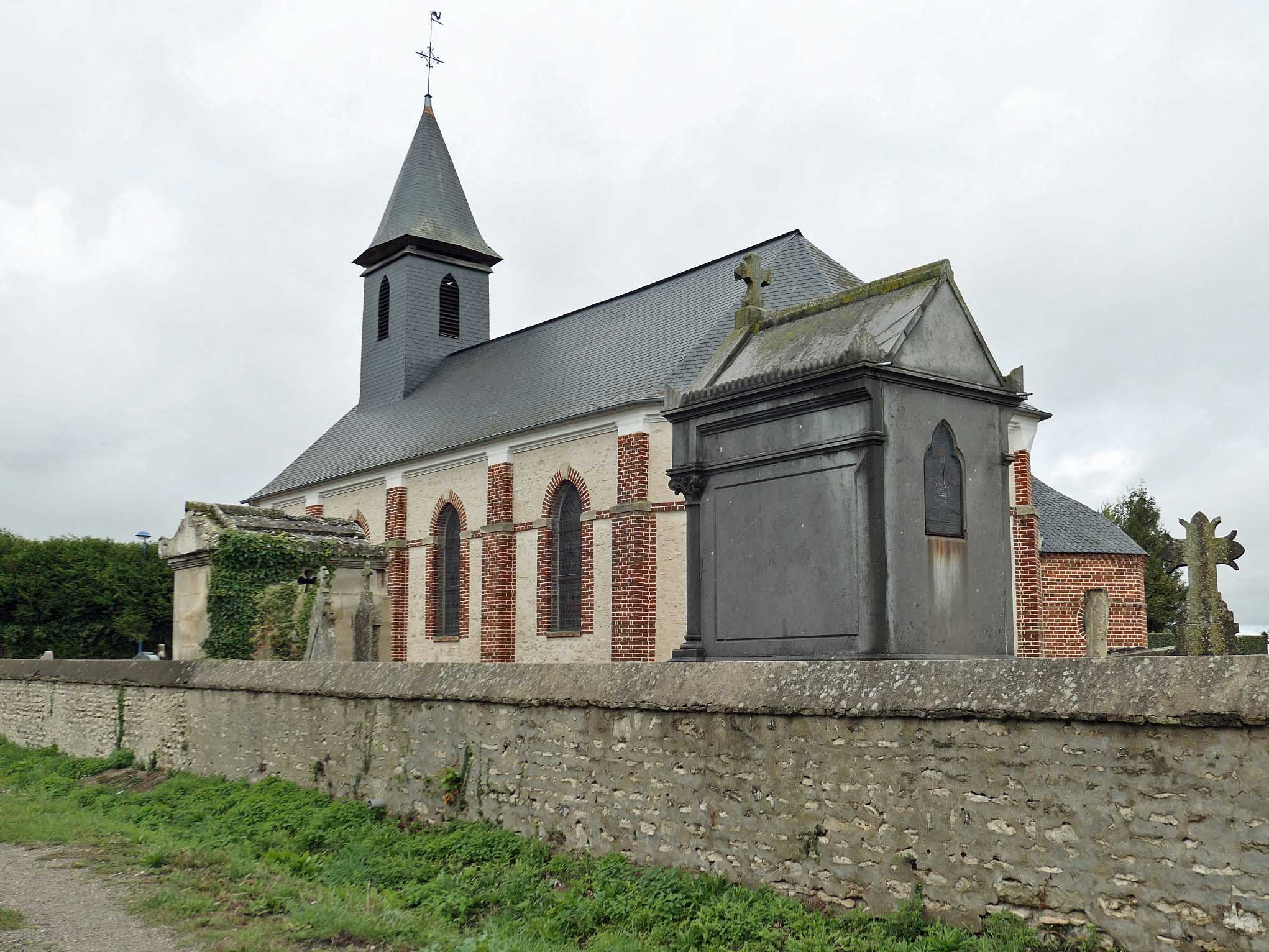
Kirche Saint-Sauveur